# Open di Zurigo 2004
L'Open di Zurigo 2004 è stato un torneo femminile di tennis giocato sul cemento indoor. È stata la 22ª edizione del torneo, che fa parte della categoria Tier I nell'ambito del WTA Tour 2004. si è giocato nell'Hallenstadion di Zurigo in Svizzera, dal 18 al 24 ottobre 2004.

## Campionesse

### Singolare
Alicia Molik ha battuto in finale  Marija Šarapova con il punteggio di 4–6, 6–2, 6–3

### Doppio
Cara Black /  Rennae Stubbs hanno battuto in finale  Virginia Ruano Pascual /  Paola Suárez con il punteggio di 6–4, 6–4